# Церковь Пресвятой Девы Марии Святого Розария (Доха)

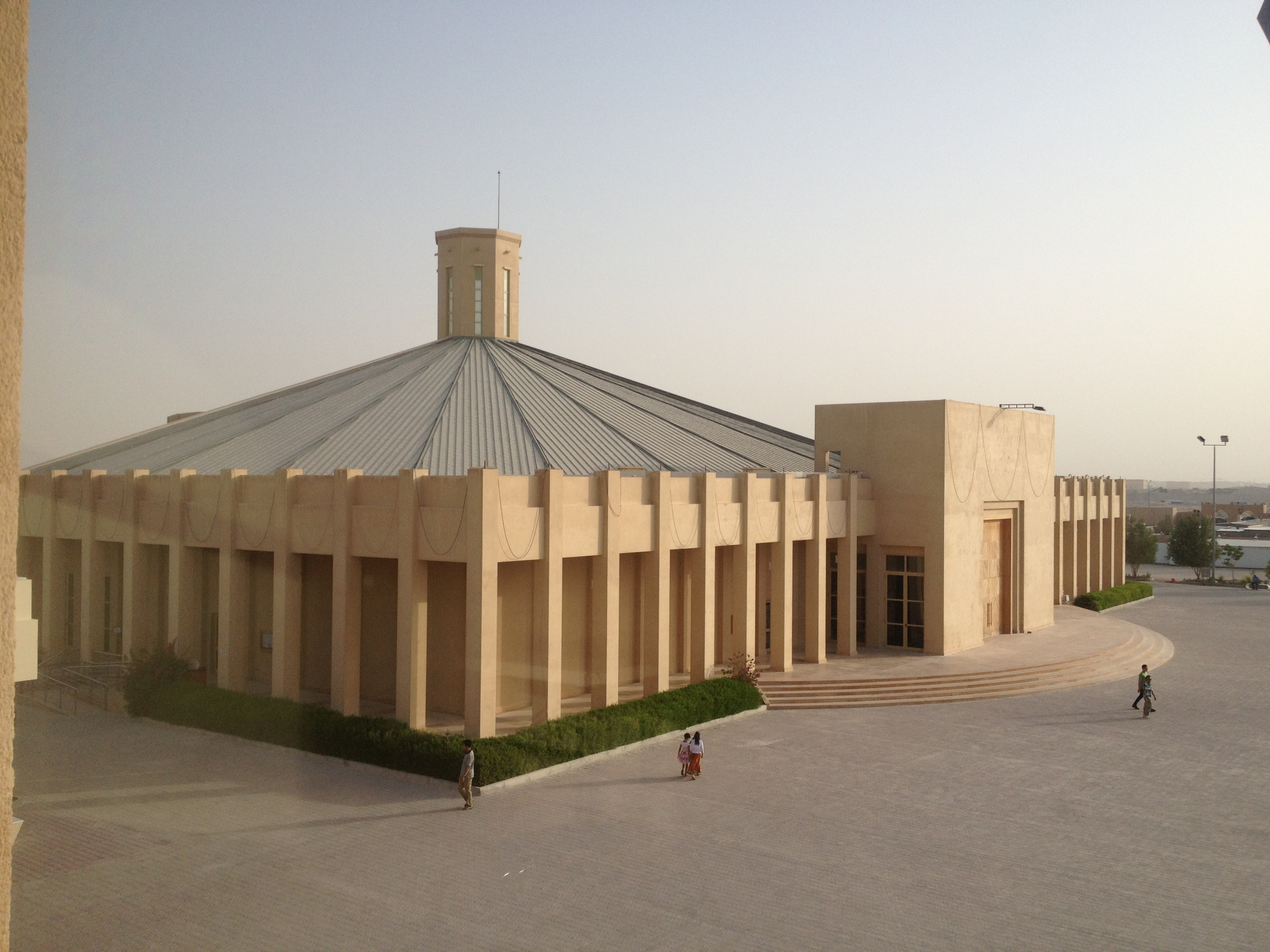
Проект храма

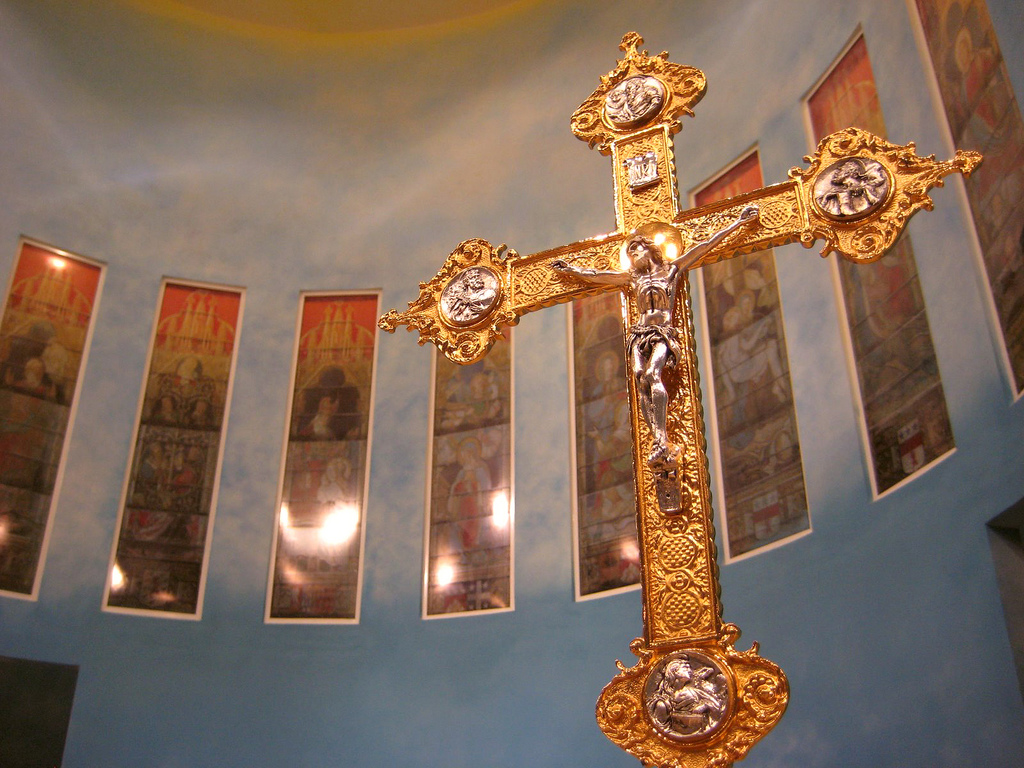
Распятие

Церковь Пресвятой Девы Марии Святого Розария (كنيسة سيدة الوردية) — католическая церковь, находящаяся в Катаре в городе Доха. Приход Пресвятой Девы Марии Святого Розария входит в апостольский викариат Северной Аравии. Церковь является первым католическим храмом, построенным на территории Аравии после мусульманского завоевания полуострова в VII веке.

## История
В январе 2000 года власти Катара дали разрешение на строительство первой католической церкви в Дохе. Строительство храма совершалось на земельном участке, подаренным эмиром Катара Хамадом бин Халифа Аль Тани. Согласно законам Катара, храм не имеет внешних символов, свидетельствующих о его религиозной принадлежности.
Церковь была освящена 14 марта 2008 года кардиналом Иваном Диасом. На церемонии освящения присутствовали заместитель премьер-министра Катара Абдулла бин Хамад Аль Аттийа, апостольский нунций в Катаре архиепископ Пауль-Мунгед Эль-Хашем и ординарий апостольского викариата Северной Аравии епископ Пауль Хиндер.
В настоящее время большинство прихожан составляют рабочие-эмигранты из Филиппин, численность которых составляет около 100 тысяч человек. Прихожанами прихода также являются верующие Маронитской, Сиро-Малабарской католических церквей.

## Источник
- Католическая энциклопедия, изд. Францисканцев, М., 2005, стр. 885—886, ISBN 5-89208-054-4